# Tadamichi Yamamoto
Tadamichi Yamamoto est un politicien et diplomate japonais né le 17 juin 1954 à Kyoto. En 1999, il est nommé conseiller supérieure de l'ONU et supervise la mission en Afghanistan, qui a été représentant spécial du secrétaire général de l'Organisation des Nations unies pour l'Afghanistan et chef de la Mission d'assistance des Nations unies en Afghanistan jusqu'à son remplacement par Deborah Lyons